# Kundur, Shiggaon
Kundur là một làng thuộc tehsil Shiggaon, huyện Haveri, bang Karnataka, Ấn Độ.